# Basil Paterson

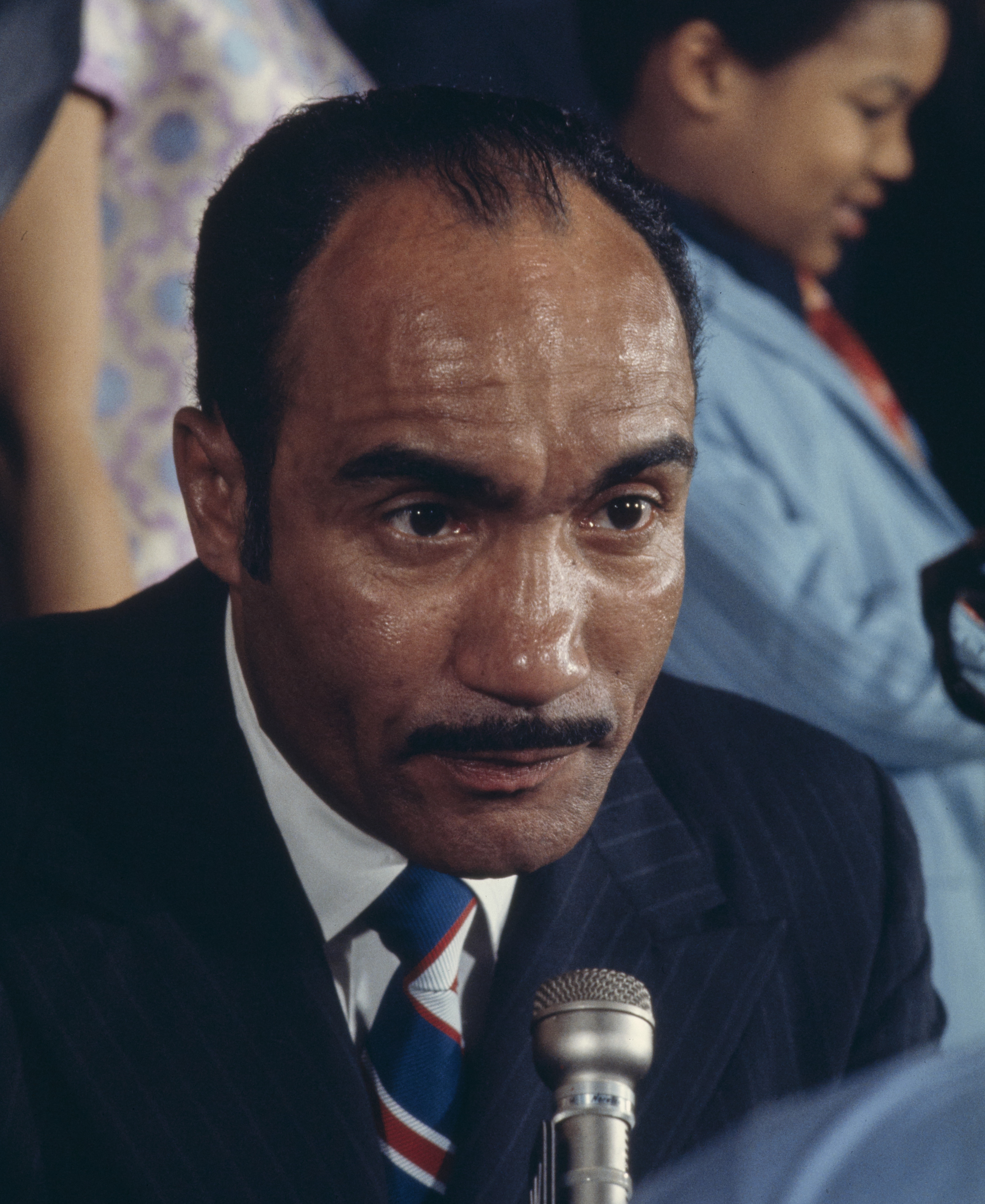
Basil Paterson (1970)

Basil Alexander Paterson (* 27. April 1926 in New York City; † 16. April 2014 ebenda) war ein US-amerikanischer Jurist und Politiker (Demokratische Partei). Er war von 1979 bis 1983 Secretary of State von New York. Der frühere Gouverneur von New York David Paterson ist sein Sohn.

## Herkunft
Basil Alexander Paterson, Sohn von Evangeline Alicia Rondon und Leonard James, wurde 1926 in Harlem geboren, einem Stadtviertel von Manhattan. Sein Vater wurde auf der Insel Carriacou geboren, welche zu der Inselkette der Grenadinen gehört. Er kam am 16. Mai 1917 am Bord der S.S. Vestris in New York City an. Seine Mutter wurde in Kingston (Jamaika) geboren. Sie kam am 9. September 1919 am Bord der S.S. Vestnorge in Philadelphia (Pennsylvania) an mit Endstation New York City. Miss Rondon war Stenografin vom Beruf. Sie arbeitete als Sekretärin für Marcus Garvey. Die Kindheit von Basil Alexander Paterson war von der Weltwirtschaftskrise überschattet.

## Jugend und Studium
Im Alter von 16 Jahren, 1942, graduierte er an der DeWitt Clinton High School in der Bronx. Seine frühen Erfahrungen mit dem Rassismus prägten ihn. Zu dem Kolumnisten Bob Herbert von der New York Times erzählte er später folgendes:

„I got out of high school when I was 16 and the first real job I had was with a wholesale house in the old Port Authority building, down on 18th Street. We'd pack and load these trucks that went up and down in huge elevators. Every year there would be a Christmas party for the employees at some local hotel. Those of us who worked in the shipping department were black. We got paid not to go to the party.“

Paterson besuchte das College an der St. John’s University. Er unterbrach aber sein Studium für zwei Jahre, um während des Zweiten Weltkrieges in der US-Army zu dienen. Nach dem Ende seiner Dienstzeit setzte er sein Studium an der St. John’s University fort. In der Folgezeit war er dort sehr aktiv in sozialen und gemeinnützigen Organisationen, unter anderem der Kappa Alpha Psi, wo er 1947 dem Ortsverband Omicron in New York (heute an der Columbia University) beitrat. Paterson graduierte 1948 mit einem Bachelor of Science in Biologie. Später wurde er an der St. John's Law School angenommen. 1951 machte er dort seinen Abschluss mit einem Juris Doctor.

## Politische Laufbahn
Paterson war als Demokrat in den 1950er und 1960er Jahren im Harlem aktiv. Er gehörte der Gang of Four an, auch als Harlem Clubhouse bekannt. Andere Mitglieder waren der frühere Bürgermeister von New York City David Dinkins, der spätere Borough President von Manhattan Percy Sutton und der Kongressabgeordnete Charles B. Rangel. Paterson war der Leiter des Harlem Clubhouse, welcher seit den 1960er Jahren Harlems Politik dominierte.
Von 1966 bis 1970 saß Paterson im Senat von New York, wo er die Upper West Side von New York City und Harlem vertrat (176. bis 178. New York State Legislature). Er verzichtete 1970 auf seinen Senatssitz, um für den Posten als Vizegouverneur von New York zu kandidieren. Dabei trat er als der Running Mate des früheren Richters am Obersten Gerichtshof Arthur Goldberg an. Beide verloren gegenüber den republikanischen Amtsinhabern, Gouverneur Nelson Rockefeller und Vizegouverneur Malcolm Wilson.
Paterson wurde 1978 von dem damaligen Bürgermeister von New York City Ed Koch zum stellvertretenden Bürgermeister ernannt. 1979 trat er von diesem Posten zurück, um die Stelle als Secretary of State von New York anzutreten. Er war der erste Afroamerikaner, welcher den Posten bekleidete und zwar bis zu dem Ende der Administration von Hugh Carey 1982. Obwohl er kurz in der Administration von Koch diente, dachte er darüber nach bei der folgenden Bürgermeisterwahl gegen ihn anzutreten, entschied sich aber am Ende dagegen.

## Anwaltstätigkeit und Tod
Paterson gehörte der Kanzlei Meyer, Suozzi, English & Klein, P.C. an, wo er Co-Vorsitzender in der Sparte Arbeitsrecht war.
Er verstarb 2014 im Mount Sinai Hospital in Manhattan.